# Jurassic World: el reino caído
Jurassic World: el reino caído (título original en inglés: Jurassic World: Fallen Kingdom) es una película estadounidense de ciencia ficción y aventura estrenada en 2018. Es la secuela de Jurassic World y la quinta película de la saga.
La película está dirigida por J. A. Bayona, y es la quinta entrega de la franquicia de Parque Jurásico. Para esta película, Derek Connolly, el director de Jurassic World, y Colin Trevorrow volvieron como guionistas. Con Trevorrow y el director de Parque Jurásico original, Steven Spielberg, actuando como productores ejecutivos. 
Chris Pratt, Bryce Dallas Howard, B. D. Wong y Jeff Goldblum repiten sus papeles de las anteriores películas de la franquicia, con Rafe Spall, Justice Smith, Daniella Pineda, James Cromwell, Toby Jones, Ted Levine, Isabella Sermon, Geraldine Chaplin y Tom Hardy. 
La filmación tuvo lugar de febrero a julio de 2017 en el Reino Unido y Hawái. Producida y distribuida por Universal Pictures. Jurassic World: Fallen Kingdom se estrenó en Estados Unidos el 22 de junio de 2018. 
La película ha recaudado más de mil millones de dólares en todo el mundo, convirtiéndose en la tercera película más taquillera de 2019 y la decimoquinta película más taquillera de todos los tiempos. La película recibió críticas mixtas, siendo elogiada por la actuación de Pratt, la dirección de J. A. Bayona, sus imágenes y los "momentos sorprendentemente oscuros." Mientras que otros sugirieron que la película parece demostrar que esta franquicia ya ha agotado sus recursos, criticando su guion y previsibilidad. La sexta entrega de la franquicia, Jurassic World: Dominion, fue estrenada el 10 de junio del 2022, con Trevorrow nuevamente en la dirección.[cita requerida]

## Resumen
Los dinosaurios de la isla Nublar están en peligro. Un volcán en la isla en la que tuvieron lugar los hechos mostrados en Parque Jurásico y en Mundo Jurásico ha despertado y amenaza a los dinosaurios que habitan en la isla. Owen y Claire, junto a un equipo de rescate, viajan hasta ahí para rescatar a los dinosaurios que quedan, antes de que la fuerza de la naturaleza los extinga de nuevo.

## Argumento
Tres años después del incidente en el parque temático Jurassic World, en la isla Nublar, el complejo del parque ha sido abandonado en su totalidad. Una noche, un equipo de mercenarios llega a la isla para recuperar una muestra de ADN de los restos de la Indominus rex, que se encuentran en el fondo de la laguna del Mosasaurus. Después de enviar una pieza de hueso a la superficie, los mercenarios en el agua son atacados por el Mosasaurus y el resto del equipo por el Tyrannosaurus rex. Parte del equipo consigue escapar con el hueso de la Indominus rex, pero la puerta de la laguna se queda abierta, lo que causa que el Mosasaurus escape del recinto hacia el océano Pacífico. 
En el continente, una audiencia en el Senado de los Estados Unidos debate si los dinosaurios de isla Nublar deberían ser rescatados de la inminente erupción del monte Sibo. Entra en debate la cuestión defendida por el matemático Dr. Ian Malcolm, sobre si los dinosaurios deben morir nuevamente, ya que la naturaleza está corrigiendo el error que John Hammond y la compañía InGen habían cometido tiempo atrás al clonarlos. Mientras tanto, la exgerente de operaciones de Jurassic World, Claire Dearing, fue la encargada de crear el Grupo de Protección de Dinosaurios para salvarlos. 
Después de que el Senado rechaza el rescate, Benjamin Lockwood, exsocio de Hammond en la creación de la tecnología de clonación de dinosaurios, contacta a Claire, quien viaja a la mansión de Lockwood, ubicada en el norte de California. Allí, Lockwood y su asistente, Eli Mills, le informan del plan de traslado de los dinosaurios hacia un nuevo santuario insular, donde vivirán sin interferencia humana. A Mills le preocupa que la localización de Blue, la última velocirraptor viviente, sea difícil, por lo que Claire recluta a Owen Grady, exentrenador de velocirraptores de Jurassic World, para unirse a la misión. 
El grupo de rescate llega a isla Nublar, donde se encuentran con el líder de los mercenarios, Ken Wheatley. Claire y el extécnico del parque, Franklin Webb, reactivan los rastreadores de los dinosaurios del parque en el búnker de comando, mientras que Owen, Ken, la paleoveterinaria Zia Rodríguez y los mercenarios buscan a Blue. Al localizarla y tratar de sedarla, uno de los mercenarios es atacado por Blue, que resulta herida de bala en el vientre. Owen, molesto por lo ocurrido, planta cara a Wheatley, pero es noqueado con tranquilizantes, y Zia es obligada a mantener con vida a Blue. Mientras el volcán entra en fase eruptiva, Wheatley da la orden de meter en el ferry a todos los especímenes posibles para marcharse a la brevedad. Owen despierta justo antes de que un flujo de lava lo alcance y logra huir a tiempo. 
Mientras, Claire y Franklin quedan atrapados en el búnker. Un Baryonyx consigue acceder al interior del búnker a través de un túnel, y Claire y Franklin logran escapar a último momento a través de una escotilla, tras lo cual se reúnen con Owen. Claire y Franklin usan una giroesfera abandonada para protegerse del ataque de un Carnotaurus y justo cuando Owen está por ser atacado por el dinosaurio, aparece el Tyrannosaurus rex que derriba al Carnotaurus y lanza un rugido al mismo tiempo que la ladera de la montaña explota, con lo que olvida el ataque y emprende la huida de la erupción. Claire y Franklin comienzan a rodar en la girosfera pendiente abajo, seguidos de Owen e incontables dinosaurios que hacen lo mismo para huir del flujo piroclástico. Todos ellos se precipitan desde un acantilado hacia el océano. Owen rescata a Claire y a Franklin de la girosfera que se hunde con rapidez. 
Una vez en la playa cubierta por la lava endurecida, Owen, Claire y Franklin observan helicópteros llevándose a los dinosaurios. Al saber que fueron engañados, consiguen colarse a bordo del ferry de los mercenarios en el último momento. El navío, lleno de dinosaurios capturados, parte hacia el continente mientras que el muelle donde estuvieron minutos antes es arrasado por un flujo piroclástico. En ese instante, Owen, Claire, Franklin y el resto de los mercenarios observan con impotencia a un Brachiosaurus que se aparece en el muelle, rogando y suplicando que no lo dejaran varado en la isla, pero por desgracia este también acaba siendo alcanzado por la lava y el flujo piroclástico, y muere. En el barco, Owen, Claire y Franklin se reúnen con Zia, quien sigue tratando de mantener con vida a Blue, que está sufriendo de una hemorragia interna producto del disparo que recibió previamente. Para ello, Zia les menciona que para poder sacarle la bala del vientre a Blue necesita hacerle una transfusión de sangre de algún dinosaurio carnívoro compatible que, al igual que los velocirraptores, tengan solo tres dedos en sus patas. Estando al tanto de la situación, Owen y Claire buscan al único animal prehistórico que puede ser compatible, el Tyrannosaurus rex, y consiguen extraerle parte de su sangre mientras está sedada para así poder salvarle la vida a Blue, pero justo cuando están a punto de terminar, uno de los mercenarios descubre la puerta abierta de la jaula y rápidamente la cierran con ellos todavía adentro. Para empeorar las cosas, la Tyrannosaurus rex se despierta y los descubre dentro de su jaula. así empieza a rugir furiosa por ver a ambos intrusos allí e intenta devorarlos, pero afortunadamente Owen y Claire consiguen escapar de la jaula ilesos y con la sangre que necesitan para salvar la vida de Blue.
En la mansión de Lockwood, Maisie, la nieta de Lockwood, descubre que Mills está secretamente ligado con el subastador Gunnar Eversoll para vender a los dinosaurios capturados. También descubre que pretenden mostrar a los asistentes de la subasta al Indoraptor, un nuevo dinosaurio híbrido que ha creado el Dr. Henry Wu cruzando el ADN del Indominus rex con el del Velocirraptor. El Dr. Wu, además, planea usar ADN fresco de Blue y el hueso recuperado del Indominus rex para crear nuevas versiones mejoradas del Indoraptor, con el fin de venderlas como bioarmas para fines militares.
Lockwood, informado por Maisie, confronta a Mills para evitar la subasta, pero es asesinado por este último. Por otro lado, Owen y Claire, que pretendían alertar a las autoridades respecto a lo que estaba ocurriendo, son descubiertos y encerrados en una celda en la mansión por Mills y Wheatley, mientras que Zia y Franklin evaden la captura. Owen y Claire consiguen escapar con la ayuda de un Stygimoloch y encuentran a Maisie, que está huyendo después de descubrir que su abuelo Lockwood murió. Maisie los lleva a un sitio seguro desde donde ven a la Indoraptor ser subastada, a pesar de la advertencia de Wu de no venderla por ser un prototipo. Owen utiliza de nuevo al Stygimoloch para interrumpir la subasta, haciendo que este último embista a los compradores mientras se enfrenta a los guardias, generando que toda la gente presente huya del lugar.
Con la sala de subastas desierta y el Indoraptor en su jaula, Wheatley intenta quitarle uno de los dientes como un trofeo, pero el Indoraptor lo engaña fingiendo estar bajo el efecto del sedante y lo ataca a muerte en un descuido. Eversoll intenta escapar en el ascensor, pero el Indoraptor lo avería y termina matándolo a él y a los que se escondían allí. Mills y unos guardias se topan con Owen y Claire, que intentaban huir con Maisie, pero Mills les confiesa que Maisie es en realidad el clon de la hija fallecida de Lockwood, y ella es la razón por la cual John Hammond terminó su relación de negocios con Lockwood, ya que él estaba en contra de la clonación humana. El Indoraptor ataca a los guardias de Mills, y Owen, Claire y Maisie huyen y logran llegar a una sala llena de fósiles de dinosaurios donde se encuentran al Indoraptor que los trata de cazar por todo el lugar. Claire es herida por el Indoraptor, mientras que Maisie huye a su habitación y Owen corre tras ella para ponerla a salvo. 
Mientras tanto, el Dr. Wu manda recoger los restos de ADN del laboratorio y él mismo trata de conseguir ADN fresco de la Velocirraptor Blue, siendo atacado y sedado por Franklin, que intentaba rescatar a Zia. Un guardia pone a salvo a Wu, mientras que otros apresan a Franklin y Zia, quien libera a Blue, que ataca y mata a los guardias, lo que aprovechan Franklin y Zia para huir antes de que uno de los tanques de gas del laboratorio haga explosión. El Indoraptor encuentra a Maisie escondida en su cama, pero llega Owen y dispara al dinosaurio sin causarle mucho daño. Blue ataca entonces al Indoraptor, mientras Owen y Maisie escapan hacia el tejado; sin embargo, el Indoraptor consigue acorralarlos y estos son salvados por Claire que apunta el láser de un arma para distraer al Indoraptor, momento que aprovecha Blue para hacer caer al Indoraptor a través del techo de cristal y que sea empalado a muerte por un cráneo de Triceratops en exhibición. 
Owen, Claire y Maisie llegan al laboratorio donde se encuentran con Zia y Franklin, que les enseñan cómo los dinosaurios no vendidos están muriendo debido a una fuga de cianuro de hidrógeno. Claire toma la decisión de liberarlos porque no quiere que mueran; no obstante, Owen le pide pensar bien en lo que está por hacer y en las consecuencias que tendría, ya que ahora no están en una isla, de modo que si los dinosaurios escapan, huirían a través de todo el continente, lo que supondría un peligro para el resto de los humanos. A pesar de su deseo por salvarlos, Claire decide no liberarlos y dejar que mueran; sin embargo, Maisie, que los entiende mejor que nadie porque ella misma es producto de la manipulación genética, pulsa el botón que abre el acceso principal y deja que los dinosaurios escapen. 
Ya en los jardines de la mansión, Mills se salva de la estampida de dinosaurios e intenta escapar con el hueso del Indominus rex, pero es devorado por el Tyrannosaurus rex, un Carnotaurus y un grupo de Compsognathus. El hueso del Indominus rex es destruido al ser pisoteado por el Tyrannosaurus rex en su huida. Owen y Claire se van con Maisie, mientras que Blue y el resto de los dinosaurios escapan al mundo. 
En una nueva audiencia en el Senado de los Estados Unidos, el Dr. Ian Malcolm dice que los humanos ahora deben aprender a convivir con los dinosaurios, los cuales volverán a tomar el control del planeta, y que saben que algunos fueron subastados por los compradores de Mills. Por otro lado se puede ver al Tyrannosaurus rex rompiendo una jaula de un zoológico y le ruge a un león, que le devuelve el rugido. Unos Pteranodones vuelan libres por la costa donde Owen, Claire y Maisie los ven pasar. El Mosasaurus nada bajo unos surfistas en alguna playa desconocida acechándolos, mientras que Blue corre por una montaña hasta llegar a la cima en la que observa un pueblo en la ladera bajo ella. 
En una escena de poscréditos, una bandada de Pteranodones vuela alrededor de la réplica de la torre Eiffel en Las Vegas.

## Reparto
- Chris Pratt como Owen Grady,[5] exmilitar y etólogo de dinosaurios que llevó una investigación conductual con los Velociraptores (Blue, Delta, Echo y Charlie) en la isla Nublar, durante los acontecimientos de Jurassic World.
- Bryce Dallas Howard como Claire Dearing,[5] exgerente de Jurassic World, y fundadora del Grupo de Protección de Dinosaurios con el fin de evacuar a los dinosaurios sobrevivientes de la isla Nublar.
- Rafe Spall como Eli Mills,[6] ambicioso hombre de confianza de Lockwood que contrata a Owen y Claire para rescatar a los dinosaurios, sin embargo sus fines son la venta de los dinosaurios.
- Justice Smith como Franklin Webb, extécnico en ingeniería en informática para Jurassic World, y que ahora es analista de sistemas y pirata informático del Grupo de Protección de Dinosaurios.[7][8]
- Daniella Pineda[9] como Zia Rodríguez, ex infante de marina que ahora es paleo-veterinaria del Grupo de Protección de Dinosaurios.
- James Cromwell como Benjamin Lockwood, socio de John Hammond en el desarrollo de la tecnología para clonar a los dinosaurios.[10][11]
- Toby Jones[6] como Gunnar Eversol, subastador de la mansión Lockwood que vende a los dinosaurios de la isla Nublar con fines de lucro, siendo contratado por Mills.
- Ted Levine[12] como Ken Wheatley, mercenario experimentado al mando de la operación de rescate en la isla Nublar. Fue contratado por Mills.
- B.D. Wong como el Dr. Henry Wu, exgenetista de Jurassic Park en la isla Nublar, luego de ocultar sus investigaciones debido a los acontecimientos de Jurassic World.[13] Está asociado con Mills.
- Isabella Sermon como Maisie Lockwood, Es la nieta de Benjamin Lockwood, aunque en realidad se trata de un clon de la hija biológica de Lockwood, fallecida en un accidente, y que a su vez es la madre artificial de la niña.
- Geraldine Chaplin como Iris,[14] el ama de llaves de la mansión Lockwood, niñera de Maisie Lockwood y guardiana de los secretos de la familia.
- Jeff Goldblum como el doctor Ian Malcolm, matemático estudioso de la teoría del caos que una vez consultó para el parque de dinosaurios anterior de InGen. Sobrevivió a los incidentes a la isla Nublar y la Isla Sorna durante los acontecimientos de Parque Jurásico y The Lost World: Jurassic Park.[15]

## Animales extintos en pantalla

### Terrestres
- Tyrannosaurus rex: dinosaurio carnívoro de gran tamaño, con un enorme cráneo equilibrado por una larga y pesada cola y con dos pequeños miembros delanteros. Se trata del mismo espécimen hembra visto en Parque Jurásico y Jurassic World al cual nombran como "Rexy" de acuerdo a varios fanáticos de la saga. Tras su enfrentamiento con los raptores en la primera entrega y en los años posteriores contra la Indominus rex, su cuerpo está lleno de cicatrices. Logran salvarla de la erupción de la isla. Se ve que escapa de la mansión de Lockwood.
- Velociraptor: dinosaurio carnívoro de gran inteligencia provisto de una poderosa garra curva en cada pata trasera. Debido a su pequeño tamaño es un depredador capaz de correr a gran velocidad y efectuar grandes saltos. Se puede observar a la raptor "Blue" (la única de su especie que sobrevivió al ataque del Indominus en la anterior entrega) reencontrándose con Owen, quien según se muestra en una retrospectiva, crio a esta velociraptor desde que era una cría. Su aspecto es bastante diferente a la especie real que existió, pues evidencias científicas demostraron que el velociraptor era mucho más pequeño que el mostrado en la película y además estaba cubierto de plumas, al contrario de los ya vistos en la saga, cuyo aspecto se asemeja más a otro dromaeosaurus llamado Achillobator. El tamaño real de un velociraptor no excede el de un perro mediano, su complexión es muy ligera y el cráneo es alargado.[16]
- Compsognathus: apodado Compi en los libros y en las películas. Es un pequeño dinosaurio carnívoro terópodo celofísido que vivió a finales del Triásico superior. Mide 30 centímetros de alto y su alimento está compuesto principalmente de carroña, pequeños mamíferos, insectos y excrementos, aunque si deciden atacar en grupo son capaces de matar a un ser humano como ya demostraron en The Lost World: Jurassic Park. También se vieron en Parque Jurásico III. Varios de ellos van en la estampida cuando el volcán entra en erupción. Un grupo de Compis consiguen ser salvados de la isla y escapan de la mansión de Lockwood.
- Carnotaurus: dinosaurio carnívoro cuya principal característica son los dos cuernos que le sobresalen encima del cráneo. Se ve acechando a Owen, hasta ser detenido por la T-Rex ante la erupción volcánica. Un ejemplar de Carnotaurus logra ser salvado de la erupción y escapa de la mansión de Lockwood.
- Baryonyx: dinosaurio terópodo espinosáurido cuya alimentación se basa sobre todo en peces. Se sabe que es una de las nuevas especies pertenecientes a Jurassic World aunque no fue mostrado en pantalla hasta esta nueva entrega donde se puede ver a un Baryonyx atacando a los protagonistas.  Como es único, no se explica cómo fue salvado del búnker. Es uno de los pocos que alcanza a ser vendido en la subasta.
- Apatosaurus: es un dinosaurio saurópodo herbívoro con cuello largo y una enorme cola en forma de látigo con la que se defendía de los depredadores. Aparecen varios de ellos en la estampida cuando el volcán entra en erupción. Otros fueron salvados y escapan de la mansión de Lockwood.
- Gallimimus: es un dinosaurio omnívoro con apariencia similar a las actuales avestruces, capaz de correr a grandes velocidades. Se ve a varios de ellos huyendo en estampida junta a otras especies. Otros fueron salvados y se les puede ver escapando de la mansión de Lockwood.
- Stegosaurus: dinosaurio herbívoro con placas romboidales que se elevan verticalmente a lo largo de su lomo arqueado y dos pares de púas largas que se extienden horizontalmente cerca del extremo de la cola. Se ve que varios de ellos fueron rescatados de la erupción y llevados a tierra firme, mientras que otros huyen del volcán que entra en erupción. Varios escapan de la mansión de Lockwood.
- Brachiosaurus: dinosaurio saurópodo herbívoro con cuello largo y uno de los dinosaurios más conocidos. Debe su nombre a la gran altura de su húmero, o hueso del brazo superior, que es más largo que la mayoría de los humanos. Son altos, luego de verse en la película Parque Jurásico y Parque Jurásico III. Aparece un espécimen caminando por la zona de visitantes destruida de Jurassic World. Único dinosaurio que no logró salvarse de la erupción. Aunque no se sabe si llegaron a salvar a alguno de ellos previamente a la llegada de los protagonistas.
- Triceratops: dinosaurio herbívoro de la familia de los ceratópsidos. Lleva una gran gola ósea cubriéndole el cuello y tres largos cuernos que usan para pelear entre ellos y para defenderse de los dinosaurios carnívoros. Aparecen varios de ellos huyendo en la estampida cuando el volcán entra en erupción. En la película una madre y su cría consiguen salvarse de la isla. Se ve que escapan de la mansión de Lockwood.
- Ankylosaurus: es un dinosaurio herbívoro que posee una armadura de grandes protuberancias y placas óseas incrustadas en la piel y una cola con forma de porra que usa a modo de defensa. Se pueden observar los restos de un ankylosaurus calcinado por la lava del volcán y varios de ellos huyen en la estampida cuando el volcán entra en erupción. Aparece en la mansión Lockwood resultando uno de los animales salvados de la erupción y siendo subastado. Otros escapan de la mansión con ayuda de Maisie.
- Sinoceratops: dinosaurio herbívoro de la familia de los ceratópsidos. Lleva una gran gola ósea con espinas cubriéndole el cuello y un largo cuerno nasal. Aparecen varios de ellos huyendo en la estampida cuando el volcán entra en erupción, hace su primera aparición en esta película. Otros son salvados y subastados. Se ve que escapa de la mansión de Lockwood.
- Allosaurus: dinosaurio terópodo carnívoro alosáurido. Es un gran terópodo típico, con un cráneo grande y un cuello corto, una cola larga y miembros superiores reducidos. Se ve a uno que corre en la estampida y se cruza con un Gallimimus cuando el volcán entra en erupción y es golpeado con una roca de fuego del volcán. Se sabe que un ejemplar joven de Allosaurus es rescatado de la erupción para luego ser subastado. Se ve que escapa de la mansión de Lockwood.
- Stygimoloch: dinosaurio herbívoro marginocéfalo paquicefalosáurido que vivía en América del norte hace 66 millones de años. Aparece huyendo de la estampida y escapando de su jaula, hace su primera aparición en esta película. Owen consigue utilizar a uno de estos especímenes para que con su fuerte cráneo rompa la jaula y así liberarlos de su confinamiento. Escapa de la mansión tras armar un escándalo inducido por Owen en la subasta.
- Parasaurolophus: dinosaurio herbívoro ornitópodo hadrosáurido que habitó América del norte y Europa hace 76 millones de años. Aparece en la mansión Lockwood resultando uno de los animales salvados de la erupción. Escapa de la mansión con ayuda de Maisie.
- Indoraptor: híbrido carnívoro ficticio y principal antagonista del filme. Esta criatura, al igual que el Indominus rex de Jurassic World, está compuesto por diferentes especies de dinosaurios y animales actuales, teniendo como ADN principal de Velociraptor e Indominus Rex. Es creado con fines bélicos por InGen pero terminará descontrolándose y convirtiéndose en una amenaza mortal para los protagonistas.

### Voladores
- Pteranodon: es un pterosaurio carnívoro que ha aparecido en las películas desde The Lost World: Jurassic Park, Parque Jurásico III y Jurassic World. Se les ve volando, huyendo de la isla para salvarse de la erupción volcánica. Otros vuelan al escapar de la mansión de Lockwood.

### Acuáticos
- Mosasaurus: es un mosasáuridos, carnívoro y piscívoro con un cuerpo amplio en forma de barril y que vivía cerca de la superficie del océano. Se le ve con el cadáver del Indominus rex, devorando un submarino de un bocado, una persona de las escaleras de un helicóptero y acechando a unos surfistas en una ola del océano casi al final de la cinta. Logra escapar de su laguna en Jurassic World ya que el miembro del equipo enviado a lograr obtener un hueso del Indominus Rex no logró cerrar a tiempo las puertas de la misma debido al ataque del T-Rex y el Mosasaurus aprovechó eso para escapar de la isla y, por ende, de la inminente erupción.

### Otras especies en referencia
- Teratophoneus (cadáver)
- Concavenator (diorama)
- Dracorex (diorama)
- Mononykus (diorama)
- Diplodocus (diorama)
- Dilophosaurus (diorama)
- Dimetrodon (diorama)
- Peloroplites (cadáver)
- Agujaceratops (fósil craneal)
- Indominus Rex (esqueleto)
- Deinosuchus (cadáver)
- Edmontosaurus (esqueleto fósil)
- Kosmoceratops (esqueleto fósil)
- Protoceratops (esqueleto fósil)
- Lythronax (esqueleto fósil)
- Dimorphodon (noticiero)

## Estreno
Jurassic World: El reino caído se estrenó el 1 de junio de 2018 en los Estados Unidos, mientras que en España su fecha de estreno fue el 7 de junio.

## Recepción
En la página web Rotten Tomatoes, la película obtuvo una aprobación del 47%, basada en 433 reseñas, con una calificación de 5.4/10, mientras que de parte de la audiencia tuvo una aprobación del 48%, basada en 25.000 votos, con una calificación de 3.1/5. Metacritic le dio a la película una puntuación 51 sobre 100, basada en 59 reseñas, con opiniones enfrentadas sobre ella. Las audiencias encuestadas por CinemaScore le dieron a la película una A en una escala de A+ a F, mientras que en el sitio web IMDb los usuarios le dieron una calificación de 6.2/10, sobre la base de 288.000 votos. En la página FilmAffinity la cinta tiene una calificación de 5,6/10, basada en 27.327 votos.
Ty Burr, de The Boston Globe, comparó la película con un "paseo en el parque temático de Universal Studios", señalando: "Es suficiente para una noche divertida de sobresaltos en el cine, pero carece de otra cosa: carácter, misterio, asombro, peligro. La película es apresurada para una audiencia que solo quiere su punto culmine". En una evaluación más crítica, Peter Travers de Rolling Stone dijo: "... esta secuela tiene la vibra superficial que proviene de los cineastas que creen cínicamente que el público comprará cualquier cosa relacionada con T. rex, sin importar cuán mal calzada este la mercancía o recalentada sea la trama". El editor sénior Matt Goldberg de Collider también criticó el guion, diciendo: "La película es demasiado perezosa como para siquiera molestarse con la modesta limpieza doméstica de explicar las motivaciones de sus personajes". Bryan Bishop de The Verge fue igualmente crítico, escribiendo " Al igual que su predecesor, Fallen Kingdom está repleta de acertijos éticos y no es lo suficientemente sofisticada como para involucrarse plenamente con ellos... los villanos de la película se convierten en caricaturas de dibujos animados que es imposible tomar en serio los intentos de reflexiones filosóficas de Fallen Kingdom". Sam Machkovech de Ars Technica calificó la película como una serie B que consiste en "una mezcolanza de cuadernos de bocetos de un niño de doce años sobre dino-asesinatos, villanos de dibujos animados y agujeros en la trama", mientras que Travis M. Andrews de The Washington Post dijo que la película había "logrado lo imposible: hace que los dinosaurios sean aburridos".
Muchos reseñantes destacaron la escena en la que un Brachiosaurus solitario, varado en la Isla Nublar, sucumbe a los vapores volcánicos mientras los personajes observan impotentes desde el barco que parte, como "conmovedora" o "inquietante", especialmente dado el papel de esa especie en la primera película.

## Premios y nominaciones
| Año  | Premiación                           | Categoría                                                         | Receptor                       | Resultado |
| ---- | ------------------------------------ | ----------------------------------------------------------------- | ------------------------------ | --------- |
| 2018 | Teen Choice Awards                   | Mejor película del verano                                         | Jurassic Wold: el reino caído  | Nominada  |
| 2018 | Teen Choice Awards                   | Mejor actor del verano                                            | Chris Pratt                    | Ganador   |
| 2018 | Teen Choice Awards                   | Mejor actriz del verano                                           | Bryce Dallas Howard            | Ganadora  |
| 2018 | People's Choice Awards               | Mejor película de acción de 2018                                  | Jurassic World: el reino caído | Nominado  |
| 2018 | People's Choice Awards               | Estrella de cine masculina de 2018                                | Chris Pratt                    | Nominado  |
| 2018 | People's Choice Awards               | Estrella de cine femenina de 2018                                 | Bryce Dallas Howard            | Nominada  |
| 2018 | People's Choice Awards               | Estrella de cine de acción de 2018                                | Chris Pratt                    | Nominado  |
| 2018 | Premios Satellite                    | Mejores efectos visuales                                          | Jurassic World: el reino caído | Nominado  |
| 2018 | Premios Gaudí                        | Mejor montaje                                                     | Jurassic World: el reino caído | Nominado  |
| 2018 | Premios Gaudí                        | Mejor fotografía                                                  | Jurassic World: el reino caído | Nominada  |
| 2018 | Premios Gaudí                        | Mejor sonido                                                      | Jurassic World: el reino caído | Nominado  |
| 2019 | Premios Sociedad de Efectos Visuales | Personaje animado excepcional en una función fotorrealista        | El Indoraptor                  | Nominado  |
| 2019 | Premios Sociedad de Efectos Visuales | Cinematografía virtual sobresaliente en un proyecto fotorrealista | El escape de la Giroesfera     | Nominado  |
| 2019 | Premios Sociedad de Efectos Visuales | Composición excepcional en una función fotorrealista              | Jurassic World: el reino caído | Nominado  |
| 2019 | Premios Razzie                       | Peor actor secundario                                             | Justice Smith                  | Nominado  |
| 2019 | Kid's Choice Awards                  | Patea-traseros favorito                                           | Chris Pratt                    | Ganador   |
| 2019 | Premios Saturn                       | Mejor película de ciencia ficción                                 | Jurassic World: el reino caído | Nominada  |

## Mercadotecnia
El 4 de diciembre de 2017 fue publicado el avance oficial de la película, en el cual se anunció la publicación del tráiler oficial el 7 de diciembre de 2017.
El 4 de febrero de 2018, en el descanso del Super Bowl LII se estrenó un segundo tráiler oficial, el cual cuenta con más de 20 millones de reproducciones en YouTube.[cita requerida]
El 31 de marzo de 2019, la empresa de juguetes Mattel lanzó al mercado una línea de Jurassic World Fallen Kingdom, la cual se dividió en 3 olas. Además, la línea tuvo divisiones en líneas secundarias paralelas, siendo la primera "Jurassic World Legacy Collection", que muestra distintos dinosaurios de la trilogía original de Jurassic Park. En 2019, Mattel terminó con la línea de 
Jurassic World Fallen Kingdom e inició la nueva "Dino-Rivals".
Para 2020, se sabe que saldrá otra línea, llamada "Primal Attack" con 17 nuevas especies.